# Anaglyptus danilevskii
Anaglyptus danilevskii är en skalbaggsart som beskrevs av Alexander Ivanovich Miroshnikov 2000. Anaglyptus danilevskii ingår i släktet Anaglyptus och familjen långhorningar.
Artens utbredningsområde är Iran. Inga underarter finns listade i Catalogue of Life.